# 夏寿司
夏寿司（かずし）は、日本のライトノベル作家。徳島県出身。

## 作品一覧

### 小説
- トリック・ソルヴァーズ（トクマ・ノベルズEdge、イラスト：きん太）
- シュラキZERO きみが私の騎士だから!（MF文庫J、イラスト：木場智士）
- AIKa ZERO（MF文庫J、イラスト：四条定史）
- 蒼天のエリップマーヴ（トクマ・ノベルズEdge、イラスト：扶持田一寛）
- アリシアの三姉妹（講談社BOX、イラスト：えいひ）
- マ・オー -魔王、日本が舞台のオンラインゲームを始める-（GA文庫、イラスト：ideolo）

### WEB小説
- 「ミマナ　イアルクロニクル」WEB用ショートストーリー
- ハイレス！（連載中）
- 山女！ 〜サンガール〜（連載中）
- 夏寿司短編集「500ミリリットル」（連載中）
- アルティメット！（連載休止中）
- （私以外）魔法少女くうら（連載休止中）